# Agathe Lindner-Welk
Agathe Lindner-Welk (* 27. April 1892 in Berlin; † 8. November 1974 in Bad Doberan) war eine deutsche Schriftstellerin.

## Leben
Agathe Lindner war das erste Kind des Brauereidirektors Otto Lindner (1860–1902). 1890 hatte er Clara Castorf, Tochter des Obermeisters in der Berliner Tischlerinnung Friedrich Castorf, geheiratet. Im Abstand von knapp zweieinhalb Jahren wurden drei Kinder geboren: 1892 Agathe, 1895 Hildegard und 1897 Paul. Die Familie lebte in Berlin nach dem Tod des Vaters 1902 in bescheidenen Verhältnissen. Aus finanziellen Gründen konnte Agathe Lindner nicht studieren. Ab Oktober 1907 besuchte sie die Handelsschule der Kaufmannschaft zu Berlin und arbeitete ab Oktober 1908 als Korrespondentin der Lindström Aktiengesellschaft.
Zu Beginn des Jahres 1922 heiratete sie Otto Hofmeister (1879–1922), zu dessen besten Freunden Ehm Welk zählte. Nach dem Tod Hofmeisters im Februar 1922 entwickelte sich zwischen Welk und Lindner ein reger, zunächst freundschaftlicher Briefwechsel. 1924 heiraten Agathe Lindner und Ehm Welk. Die 42 Jahre währende Ehe kann als glücklich angesehen werden. Eine auffällige Liebe zu Tieren verband das kinderlose Ehepaar eng miteinander.

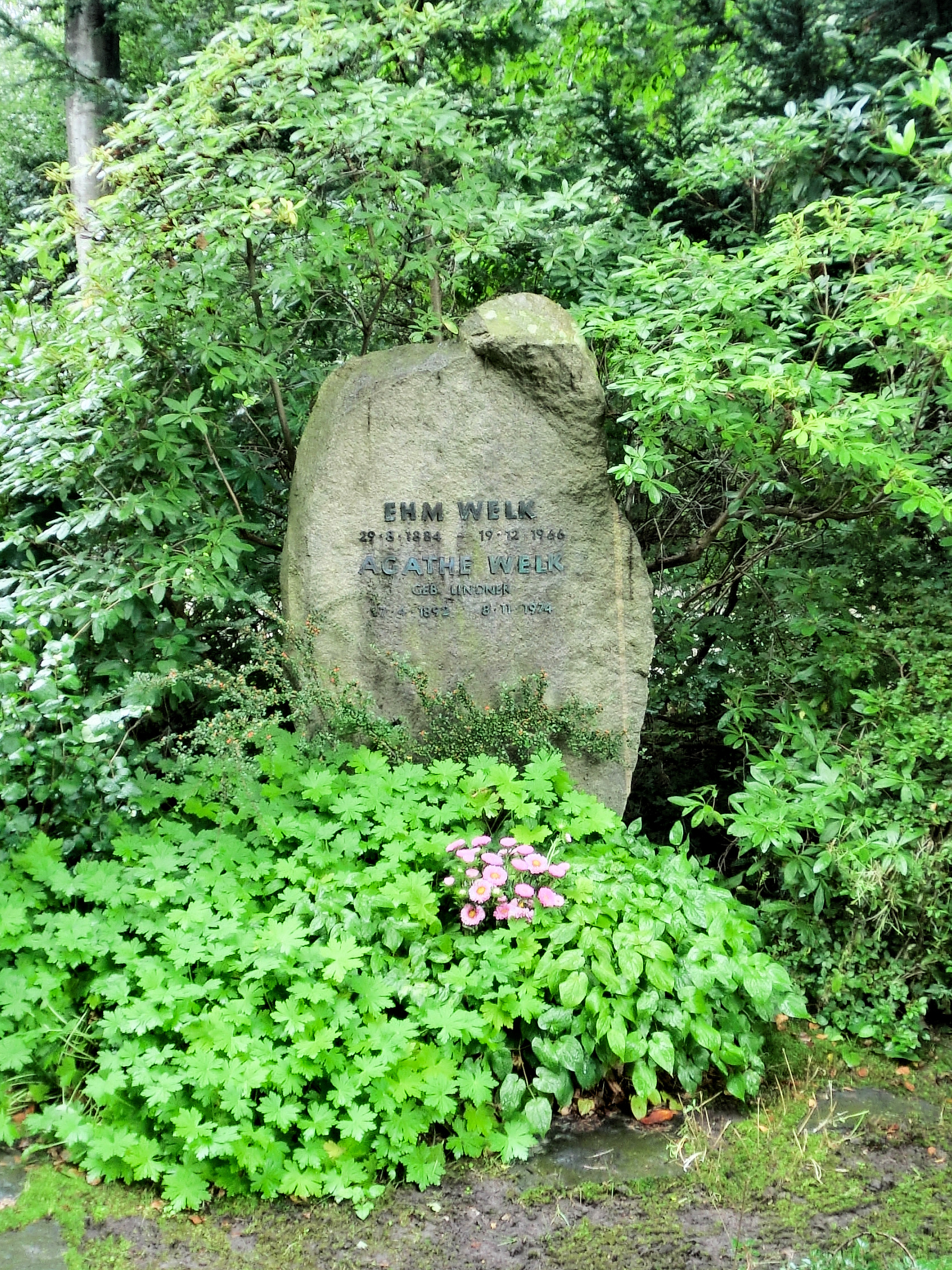
Grab auf dem Friedhof Bad Doberan

Agathe unterstützte ihren Mann immer und bedingungslos. So veröffentlichte sie zwischen 1923 und 1928 einige Gedichte und Reiseberichte, brach ihre eigene literarische Karriere jedoch bald ab, um als Welks Sekretärin und „erste Kritikerin“ zu arbeiten. Nach Welks kurzfristiger Verhaftung 1934 verließ sie die bedrohlich gewordene Hauptstadt und zog mit ihm zunächst nach Lübbenau/Spreewald, 1940 nach Neuenkirchen (bei Stettin). 1945 flohen Welk und seine Frau vor der russischen Armee, ab 1946 arbeitete Welk als Leiter des Volkshochschulwesens Mecklenburg-Vorpommern in Schwerin. 1950 zogen sich die Welks nach Bad Doberan zurück. Welk arbeitete wieder als Schriftsteller, Agathe unterstützte weiterhin seine Karriere. Nach Welks Tod 1966 widmete sie sich dem Ordnen seines Nachlasses und dem Weiterleben seiner Bücher. Sie half beim Aufbau des Ehm-Welk-Literaturmuseums Angermünde und betreute die Rechte an seinen Büchern. Agathe Lindner-Welk starb 1974, acht Jahre nach Ehm Welk.

## Werke (Auswahl)
- Madonna an der Treppe. Stuttgart 1935
- Die Stimme Irgendwo. Berlin 1937
- Veronika und ihr Sohn. Graz 1943
- Juliane Wied (1962)